# Argus Camera Company

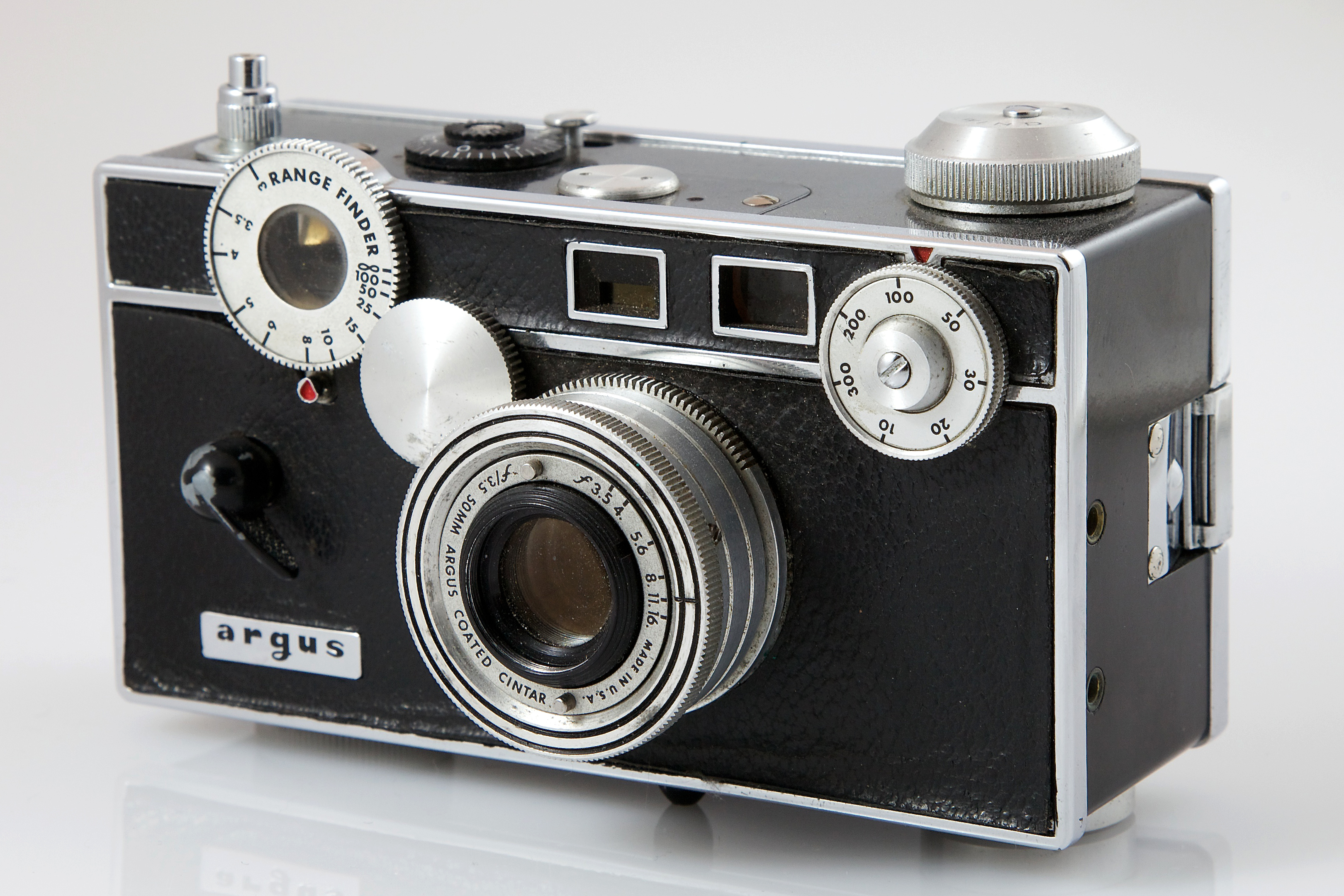
Argus C3.

Argus es una empresa estadounidense fabricante de cámaras y productos fotográficos, fundada en 1936 en Ann Arbor, Míchigan. Argus comenzó como una filial de la International Radio Corporation (IRC), creada por Charles Verschoor. Su producto más conocido fue la Argus C3, una cámara de visión directa, que gozó de una producción en serie de 27 años continuos y se convirtió en una de las cámaras más vendidas de la historia. El Model A, fue la primera cámara de 35 mm de bajo costo en los Estados Unidos. Argus fue Adquirida por Sylvania en 1959 y revendida en 1969, en cuyo tiempo cesó de producir cámaras (algunas de ellas reetiquetadas continuaron vendiéndose bajo el nombre de Argus durante los 70s). Más recientemente, la marca Argus ha sido restablecida y es usada en una variedad de cámaras digitales baratas, fabricadas por la Argus Camera Company, LLC.

## Modelos actuales

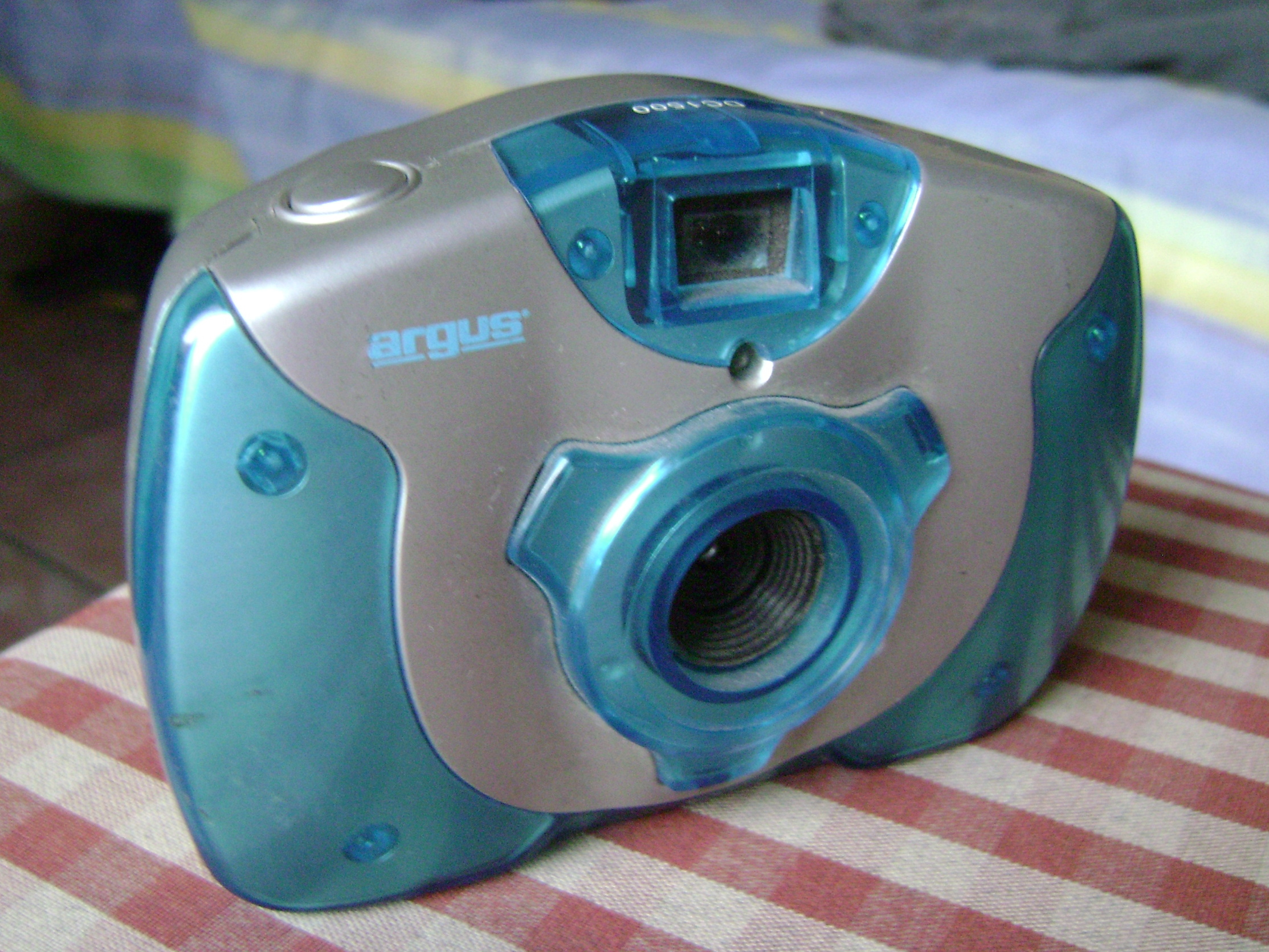
Argus DC1500

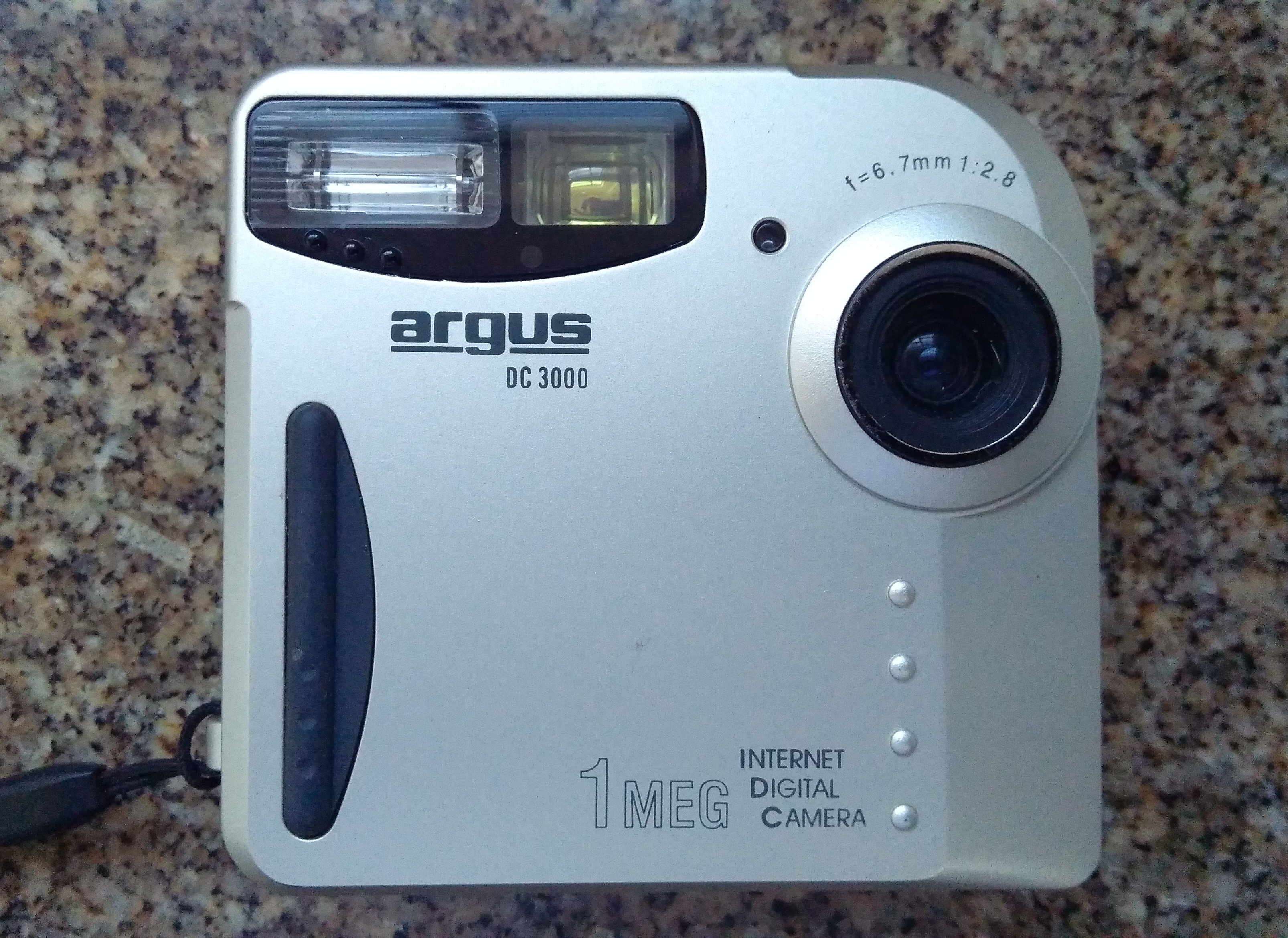
Argus DC3000

### Digitales
- DCV-011
- DCM-098
- DCM-099
- DC-1088
- DC-1500
- DC-1512E
- DC-2185
- DC-3000 (2000-?)
- DC-3185
- DC-3190
- DC-3195
- DC-3270DV
- DC-5190
- DC-5195
- DC-5340
- DC-6340

## Modelos históricos

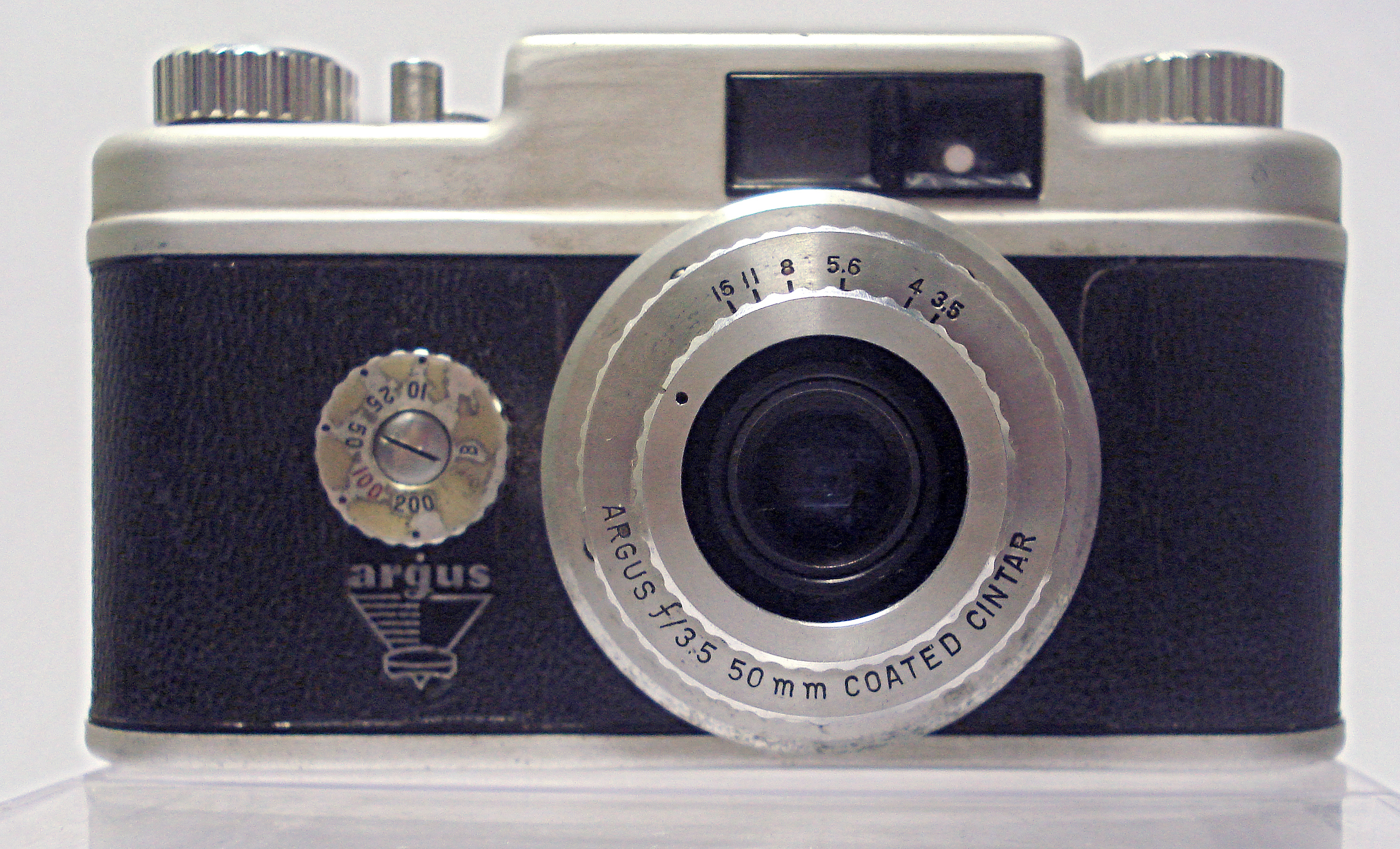
Argus 21

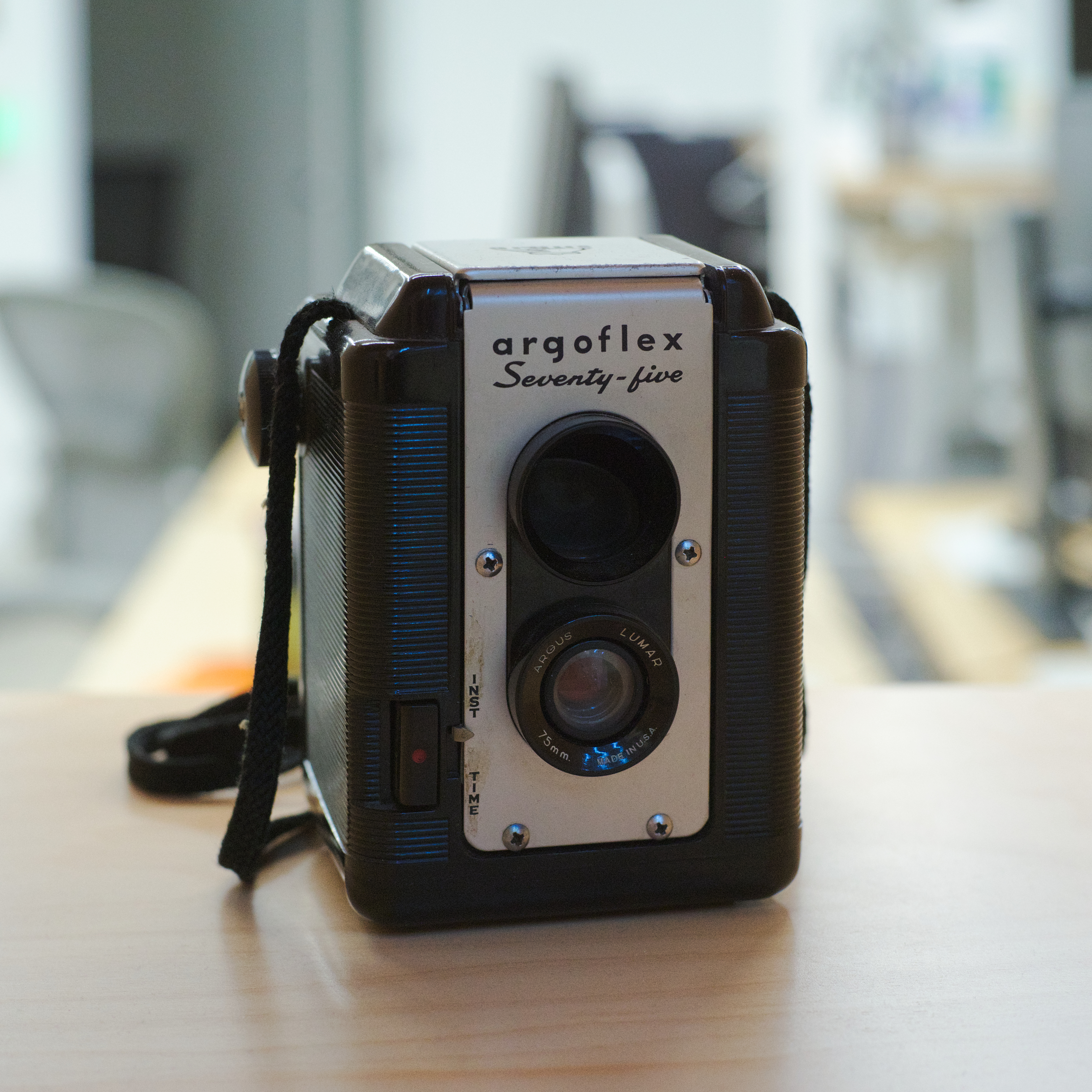
Argoflex Seventy-Five

Argus Seventy-Five (Australian made)

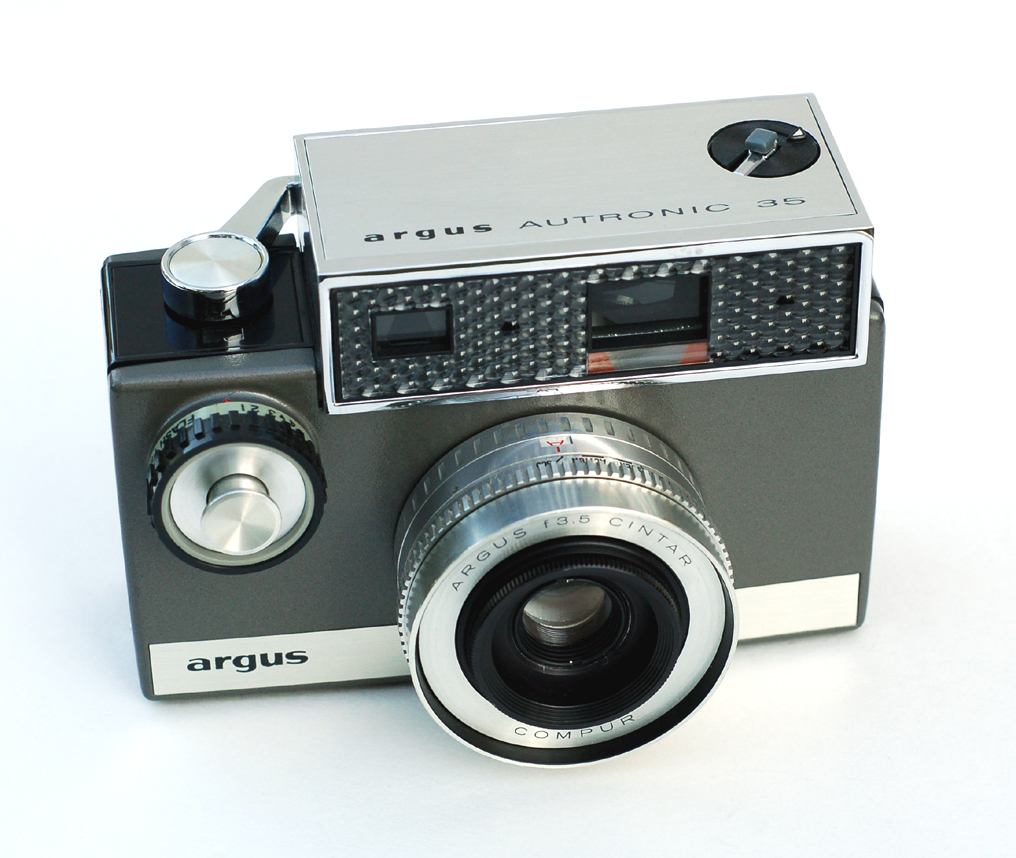
Argus Autronic 35

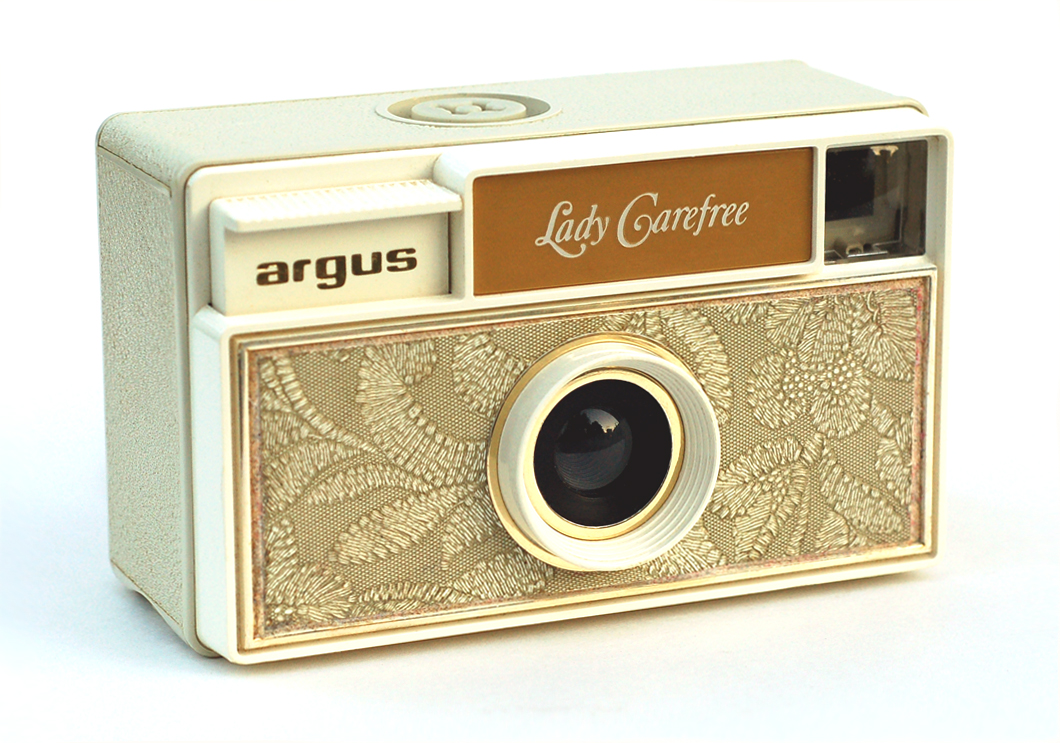
Argus Lady Carefree, plastic camera for 126 mm film cartridges, c. 1967

### Serie A
- A (1936-1941)
- AF (1937-1938)
- B (1937)
- A2B (1939-1950)
- A2F (1939-1941)
- AA (1940-1942)
- FA (1950-1951)

### Serie C
- C (1938-1939)
- C2 (1938-1942)
- C3 (1939-1957)
- 21 (1947-1952)
- C4 (1951-1957)
- C44 (1956-1957)
- C3 Golden Shield (1958-1966)
- C3 Matchmatic (1958-1966)
- C3 Standard (1958-1966)
- C44R (1958-1962)
- C4R (1958)
- C33 (1959-1961)

### Argoflex
- Argoflex E (1940-1948)
- Argoflex
- Argoflex II (1947)
- Argoflex EM (1948)
- Argoflex EF (1948-1951)
- Argoflex Seventy-Five (1949-1958)
- Seventy-Five (1949-1958)
- 40 (1950-1954)
- Argoflex Forty (1950-1954)
- Super Seventy-Five (1954-1958)
- 75 (1958-1964)

### Autronic
- Autronic 35 (1960-1962)
- Autronic C3 (1960-1962)
- Autronic I (1962-1965)
- Autronic II (1962-1965)

### Otros Modelos
- K (1939-1940)
- M (1939-1940)
- A3 (1940-1942)
- CC (1941-1942)
- Minca (1947-1948)
- A5 (1953-1956)
- A-Four (1953-1956)
- C-Twenty (1957-1958)